# 戴维·J·马丁利
戴维·J·马丁利（英語：David John Mattingly，1958年5月18日—）是一位英国考古学家，专攻古罗马时期的阿非利加行省，现为萊斯特大學考古学教授，2003年当选英國國家學術院院士。